# Schürstab (famiglia)
La famiglia Schürstab fu una famiglia nobile del patriziato di Norimberga, nel cui consiglio cittadino sedette dal 1351 al 1743.

## Storia
Nel 1299, un Friedrich Schürstab venne menzionato per la prima volta a Norimberga. Secondo la cronaca di famiglia, la casata emigrò da Sibiu, in Transilvania, stabilendosi quindi in Germania. Il cognome "Schürstab" è direttamente legato allo stemma della casata, definito "parlante" in quanto rappresenta due bastoni infuocati incrociati.
La famiglia divenne particolarmente ricca grazie alle transazioni commerciali e ad un'abile politica matrimoniae. Dal 1452 Leopold III Schürstab fu il primo membro della casata ad essere accolto come consigliere nel consiglio cittadino di Norimberga. Questi acquistò il maniero di Oberndorf nel 1375, motivo per cui da quel momento la famiglia assunse il suffisso "von Oberndorf" al proprio cognome. Dopo il 1500, l'importanza della famiglia diminuì notevolmente anche perché cercò sempre più di abbandonare il commercio chiudendo le proprie filiali a Venezia, a Lione ed in Ungheria, sposandosi con famiglie di artigiani, proprietari terrieri o avvocati cittadini. L'ultimo membro della famiglia ad essere ammesso nel consiglio cittadino fu Hieronymus III Schürstab (m. 1584).
Nel 1605 il feudo di Oberndorf venne venduto alla famiglia Tucher. Johann Meinhard Schürstab († 1668), venne estromesso dal consiglio cittadino. Dopo una serie di ostinati rifiuti nei confronti della famiglia, ormai giudicata decaduta, intervenne l'imperatore che riuscì a far riammettere Georg Wolfgang Schürstab nel consiglio dal 1717. Malgrado questa concessione, la famiglia non ottenne più il pieno riconoscimento all'interno delle famiglie che avevano diritto al patriziato. L'ultimo discendente della famiglia morì nel 1743 senza lasciare eredi.

## Membri notabili
- Erhard Schürstab († 1461), patrizio, consigliere, sindaco e cronista di Norimberga
- Erasmus Schürstab il Giovane (1426-1473), patrizio, commerciante e consigliere di Norimberga
- Johann Schürstab von Oberndorf (1522-1567), patrizio, avvocato e consigliere di Norimberga
- Leopold III Schürstab († 1379), patrizio, commerciante e consigliere di Norimberga